# تپه اطراف شهر سوخته ۲۵۸
تپه اطراف شهر سوخته ۲۵۸ در شهرستان زابل، بخش شیب آب، دهستان لوتک، ۱۵/۵۴ کیلومتری جنوب غرب پایگاه باستان‌شناسی شهر سوخته واقع شده و این اثر در تاریخ ۲۰ اسفند ۱۳۸۵ با شمارهٔ ثبت ۱۸۰۶۶ به‌عنوان یکی از آثار ملی ایران به ثبت رسیده است.